# Avondale Williams
Avondale Prince Williams (* 10. Oktober 1977) ist ein ehemaliger Fußballspieler und -trainer auf den Britischen Jungferninseln. Er ist mit fünf Länderspieltoren der Rekordtorschütze der Fußballnationalmannschaft der Britischen Jungferninseln. 

## Spielerkarriere

### Vereinskarriere
Er begann 1997/98 bei Veterans seine Karriere als Spieler und wechselte 2003 zu den Rangers. Er kehrte 2004 kurz zu Veterans zurück, bis er 2005 drei Jahre Spieler der BVI Rangers FC wird. 2008 ging er zu Islanders FC, mit denen er später sechsmal Meister auf den Britischen Jungferninseln wird. Mit der Meisterschaft 2016/17 beendet der Stürmer offiziell seine Karriere im Vereinsfußball.

### Internationale Karriere
Obwohl er auf den Britischen Jungferninseln geboren wurde, spielte er anfangs für die Nationalelf von Saint Vincent und die Grenadinen. Williams absolvierte nur ein einziges Länderspiel und das im Juli 1995 gegen Trinidad und Tobago, wo er ein Eigentor erzielte. Erst im März 2000 wird er Teil der Nationalmannschaft der Britischen Jungferninseln gegen Bermuda. Gleich im Länderspiel-Debüt, erzielte Avondale Williams sein erstes Tor. Insgesamt 16 Länderspiele machte er für die Britischen Jungferninseln und ist mit 5 Länderspiel-Treffern, Rekordtorschütze der Nationalmannschaft. Am 5. September 2012 machte er gegen Martinique sein letztes Länderspiel, was 16:0 verloren wurde.

## Trainerkarriere
Ab Juli 2008 war Williams Spielertrainer und leitete ab den Zeitpunkt die Fußballnationalmannschaft der Britischen Jungferninseln. In 22 Länderspielen als Nationaltrainer, wurden nur zwei gewonnen (Alle gegen Anguilla). Nach der 0:7-Pleite gegen Dominica im März 2016 beendete er seine Trainerlaufbahn.